# Campeonato Uruguaio de Futebol de 1980
O Campeonato Uruguaio de Futebol de 1980 foi a 49ª edição da era profissional do Campeonato Uruguaio. O torneio consistiu em uma competição com dois turnos, no sistema de todos contra todos. O campeão foi o Nacional.

## Classificação[2]
| Pos | Equipe               | Pts | J  | V  | E  | D  | GP | GC | SG  |
| --- | -------------------- | --- | -- | -- | -- | -- | -- | -- | --- |
| 1º  | Nacional             | 41  | 26 | 19 | 3  | 4  | 53 | 21 | 32  |
| 2º  | Montevideo Wanderers | 35  | 26 | 13 | 9  | 4  | 36 | 16 | 20  |
| 3º  | Peñarol              | 32  | 26 | 12 | 8  | 6  | 33 | 23 | 10  |
| 4º  | Bella Vista          | 31  | 26 | 11 | 9  | 6  | 43 | 30 | 13  |
| 5º  | Defensor             | 30  | 26 | 12 | 6  | 8  | 35 | 27 | 8   |
| 6º  | Cerro                | 28  | 26 | 8  | 12 | 6  | 32 | 28 | 4   |
| 7º  | Sud América          | 26  | 26 | 9  | 8  | 9  | 39 | 32 | 7   |
| 8º  | Danubio              | 26  | 26 | 8  | 10 | 8  | 30 | 34 | -4  |
| 9º  | Progreso             | 24  | 26 | 7  | 10 | 9  | 31 | 36 | -5  |
| 10º | Fénix                | 22  | 26 | 7  | 8  | 11 | 29 | 39 | -10 |
| 11º | Miramar Misiones     | 20  | 26 | 6  | 8  | 12 | 24 | 31 | -7  |
| 12º | River Plate          | 20  | 26 | 6  | 8  | 12 | 31 | 46 | -15 |
| 13º | Huracán Buceo        | 17  | 26 | 5  | 7  | 14 | 19 | 33 | -14 |
| 14º | Rentistas            | 12  | 26 | 3  | 6  | 17 | 14 | 53 | -39 |

|  | Campeão uruguaio e classificado à Libertadores de 1981. |
|  | Classificados à Liguilla Pré-Libertadores.              |
|  | Rebaixado à Segunda Divisão.                            |

Promovidos para a próxima temporada: Rampla Juniors e Liverpool.

## Liguilla Pré-Libertadores da América
A Liguilla Pré-Libertadores da América de 1980 foi a 7ª edição da história da Liguilla Pré-Libertadores, competição disputada entre as temporadas de 1974 e 2008–09, a fim de definir quais seriam os clubes representantes do futebol uruguaio nas competições da CONMEBOL. O torneio de 1980 consistiu em uma competição com um turno, no sistema de todos contra todos. O vencedor foi o Peñarol, que obteve seu 5º título da Liguilla.

### Classificação da Liguilla
| Pos | Equipe               | Pts | J | V | E | D | GP | GC | SG |
| --- | -------------------- | --- | - | - | - | - | -- | -- | -- |
| 1º  | Peñarol              | 8   | 5 | 3 | 2 | 0 | 11 | 5  | 6  |
| 2º  | Bella Vista          | 7   | 5 | 2 | 3 | 0 | 7  | 5  | 2  |
| 3º  | Montevideo Wanderers | 6   | 5 | 2 | 2 | 1 | 9  | 7  | 2  |
| 4º  | Defensor             | 4   | 5 | 1 | 2 | 2 | 6  | 7  | -1 |
| 5º  | Cerro                | 4   | 5 | 2 | 0 | 3 | 7  | 10 | -3 |
| 6º  | Sud América          | 1   | 5 | 0 | 1 | 4 | 3  | 9  | -6 |

|  | Campeão da Liguilla e classificado à Libertadores de 1981. |
|  | Classificado à Libertadores de 1981.                       |

## Premiação
| Campeonato Uruguaio de 1980   |
| ----------------------------- |
| Nacional Campeão (33º título) |